# Daniel Castro Barcala
Daniel Castro Barcala (Puentes de García Rodríguez, 19 de abril de 1997) es un deportista español que compite en tiro con arco, en la modalidad de arco recurvo.
Ganó una medalla de plata en el Campeonato Europeo de Tiro con Arco al Aire Libre de 2022, en la prueba por equipo. Participó en los Juegos Olímpicos de Tokio 2020, ocupando el 21.º lugar en el equipo mixto y el 33.º en la prueba individual.

## Palmarés internacional
| Campeonato Europeo al Aire Libre | Campeonato Europeo al Aire Libre | Campeonato Europeo al Aire Libre | Campeonato Europeo al Aire Libre |
| Año                              | Lugar                            | Medalla                          | Prueba                           |
| -------------------------------- | -------------------------------- | -------------------------------- | -------------------------------- |
| 2022                             | Múnich (Alemania)                | Medalla de plata                 | Equipo                           |